# Night of Champions (2025)
Night of Champions 2025 року, також рекламоване як «Night of Champions: Riyadh» — PPV та лайвстримінгове шоу професійного реслінгу, організоване американською компанією WWE. Це було 11-те шоу серії Night of Champions і відбулося воно в суботу, 28 червня 2025 року, на арені Kingdom Arena в Ер-Ріяді, Саудівська Аравія за участі реслерів з брендових підрозділів промоушена RAW та SmackDown. На заході проходили фінали 24-го турніру «Король Рингу» та третього турніру «Королева Рингу» (попередні відбувались у 2024 році).
Це друга «Ніч Чемпіонів», яка відбулась в Саудівській Аравії, після попередньої у 2023 році, а також 13-й захід, який WWE провело в Саудівській Аравії в рамках 10-річного партнерства на підтримку Бачення Саудівської Аравії 2030. На шоу мав місце останній виступ Джона Сіни на заходах серії Night of Champions, а також його остання поява на платних трансляціях у Саудівській Аравії у статусі реслера у зв'язку з завершенням активної кар'єри наприкінці 2025 року.

## Сюжети
Шоу включало в себе 6 матчів, що стали результатом сценарних сюжетних ліній. Результати визначалися сценаристами WWE на брендах RAW та SmackDown, а сюжетні лінії створювались на щотижневих телевізійних шоу WWE: Monday Night RAW та Friday Night SmackDown.
Під час епізоду SmackDown від 6 червня було оголошено про проведення 24-го турніру «Король Рингу» та третього «Королева Рингу», які розпочнуться в епізоді RAW від 9 червня. Надалі турнірні матчі проходитимуть в різних епізодах щотижневиків WWE і завершаться фінальними боями на Night of Champions, де переможець кожного турніру отримає матч за титул світового чемпіона відповідного бренду на SummerSlam. Півфінали відбулися 20 червня та 23 червня відповідно в епізодах SmackDown та RAW. Ренді Ортон та Коді Роудс, обидва зі SmackDown, виграли свої півфінальні поєдинки, вийшовши у фінал турніру «Король Рингу», а Аска з RAW та Джейд Каргілл зі SmackDown виграли свої півфінальні поєдинки, вийшовши у фінал турніру «Королева Рингу».
В епізоді RAW від 9 червня беззаперечний чемпіон WWE Джон Сіна зійшовся у словесній дуелі з давнім суперником Сі Ем Панком, причому Панк викликав Сіну на матч за титул того ж вечора. Джон прийняв виклик Панка, але лише за умови, що матч відбудеться на Night of Champions у Саудівській Аравії, посилаючись таким чином на критику з боку Панка цієї близькосхідної країни в минулому. Панк погодився і згодом це бій став офіційним.
В результаті того, що Соло Сікоа втратив намисто Ула Фала родини Аноа'й на користь свого кузена Романа Рейнса під час прем'єри RAW на Netflix у січні, між Сікоа та його іншим кузеном і товаришем по угрупованню Bloodline, Джейкобом Фату, виникла напруга, яка продовжувала наростати протягом наступних кількох місяців. У епізоді SmackDown від 6 червня Фату підслухав, як Сікоа ображав його під час розмови з Джей Сі Матео. Це змусило Фату зрадити Сікоа і коштувало тому перемоги в матчі Money in the Bank на однойменному шоу наступної ночі. У епізоді SmackDown опісля, Сікоа заявив, що з'явиться наступного тижня й готовий прийняти Фату назад у групу. Там Сікоа вибачився перед Фату, який не прийняв вибачення, і заявив, що Сікоа змінився з моменту, як Фату виграв чемпіонство США. Фату викликав Сікоа на матч за титул, однак Соло спробував напасти на Фату, але Джейкоб цьому запобіг. Матео доєднався до Сікоа, щоб напасти на Фату, але Джейкоб взяв гору з допомогою свого кузена Джиммі Усо. Пізніше того ж вечора Фату оголосив, що після розмови з генеральним менеджером SmackDown Ніком Алдісом він захищатиме титул у бою з Сікоа на Night of Champions.
У випуску RAW від 9 червня Ракель Родрігес втрутилася у кваліфікаційний матч Рії Ріплі за титул «Королеви Рингу» на користь своєї партнерки по команді Лів Морган, що коштувало Ріплі перемоги в матчі. Наступного тижня Ріплі, у свою чергу, коштувала Родрігес її кваліфікаційного матчу. У випуску від 23 червня Родрігес викликала Ріплі на поєдинок, і між двома жінками спалахнула бійка, в ході якої Родрігес виконала на Ріплі прийом Tejana Bomb на стіл. Пізніше Ріплі вимагала від генерального менеджера RAW Адама Пірса матчу проти Родрігес і на Night of Champions було заплановано вуличну бійку.
З початку 2025 року Карріон Кросс націлився на Семі Зейна, і між ними відбулося кілька сутичок за лаштунками, коли Кросс висміював Зейна за невдачі в його прагненні стати світовим чемпіоном. Після вильоту в півфіналі турніру «Король Рингу», Зейн знову зіткнувся з Кроссом в епізоді RAW 23 червня, який сказав, що Семі ніколи не стане чемпіоном. Зейн вдарив Кросса і оголосив, що після розмови з генеральним менеджером RAW Адамом Пірсом матч між ними був офіційно затверджений. Пізніше того ж вечора було підтверджено, що матч відбудеться на Night of Champions.

### Скасований матч
У епізоді RAW від 5 травня Ей Джей Стайлз заявив, що буде битися за титул Інтерконтинентального чемпіона WWE, який належить Домініку Містеріо, а Містеріо попросив свого товариша по угрупованні «Судний День» Фінна Балора розібратися зі Стайлзом. У наступному епізоді відбувся поєдинок між Балором і Стайлзом, в якому переміг останній, а в наступному випуску команда Стайлза перемогла Балора і Джей Ді МакДону в командному поєдинку. Їхня ворожнеча відновилася через місяць, у випуску від 16 червня, де Стайлз переміг МакДону. Після матчу Містеріо напав на Стайлза, але той взяв гору. Містеріо був врятуваний Балором, а Стайлз відступив, забравши з собою чемпіонський пояс Містеріо. Після того, як Стайлз повернув чемпіонський пояс генеральному менеджеру SmackDown Ніку Алдісу, який того вечора заміняв генерального менеджера RAW Адама Пірса, Алдіс оголосив, що Стайлз битиметься з Містеріо за титул Інтерконтинентального чемпіона на Night of Champions. Однак наступного тижня Пірс оголосив, що через травму, отриману Містеріо, матч було перенесено, і він не відбудеться на Night of Champions.

## Матчі
| №                                                    | Результати                                                           | Умови | Час   |
| ---------------------------------------------------- | -------------------------------------------------------------------- | --- | ----- |
| 1                                                    | Коді Роудс переміг Ренді Ортона утриманням опонента.                 | Одиночний матч. Фінал турніру «Король Рингу» Переможець отримає титульний матч за світове чемпіонство свого бренду на SummerSlam    | 19:45 |
| 2                                                    | Рія Ріплі перемогла Ракель Родрігес утриманням опонентки.            | Вулична бійка | 14:00 |
| 3                                                    | Семі Зейн переміг Карріона Кросса (зі Скарлетт) утриманням опонента. | Одиночний матч | 13:35 |
| 4                                                    | Соло Сікоа переміг Джейкоба Фату (c) утриманням опонента.            | Одиночний матч за Чемпіонство Сполучених Штатів WWE                                                                                 | 12:05 |
| 5                                                    | Джейд Каргілл перемогла Аску утриманням опонентки.                   | Одиночний матч. Фінал турніру «Королева Рингу» Переможниця отримає титульний матч за світове чемпіонство свого бренду на SummerSlam | 8:35  |
| 6                                                    | Джон Сіна (c) переміг Сі Ем Панка утриманням опонента.               | Одиночний матч за Беззаперечне чемпіонство WWE                                                                                      | 26:15 |
| \| (c) \| – чемпіон(-и) на момент старту поєдинку \| |                                                                      | |       |
| (c)                                                  | – чемпіон(-и) на момент старту поєдинку                              | |       |

### Турнір «Король Рингу» 2025 року
|  |                                                                |                                                                |             |           |                                                   |                                                   |  |  |                                       |                                       |
|  | Перший раунд (RAW, 9 червня, 16 червня) (SmackDown, 13 червня) | Перший раунд (RAW, 9 червня, 16 червня) (SmackDown, 13 червня) |             |           | Півфінали (SmackDown, 20 червня) (RAW, 23 червня) | Півфінали (SmackDown, 20 червня) (RAW, 23 червня) |  |  | Фінал (Night of Champions, 28 червня) | Фінал (Night of Champions, 28 червня) |
|  | Перший раунд (RAW, 9 червня, 16 червня) (SmackDown, 13 червня) | Перший раунд (RAW, 9 червня, 16 червня) (SmackDown, 13 червня) |             |           | Півфінали (SmackDown, 20 червня) (RAW, 23 червня) | Півфінали (SmackDown, 20 червня) (RAW, 23 червня) |  |  | Фінал (Night of Champions, 28 червня) | Фінал (Night of Champions, 28 червня) |
|  |                                                                |                                                                |             |           |                                                   |                                                   |  |  |                                       |                                       |
|  |                                                                |                                                                |             |           |                                                   |                                                   |  |  |                                       |                                       |
|  | Брон Брейккер                                                  | –                                                              |             |           |                                                   |                                                   |  |  |                                       |                                       |
|  | Брон Брейккер                                                  | –                                                              |             |           |                                                   |                                                   |  |  |                                       |                                       |
|  | Домінік Містеріо                                               | 17:05                                                          |             |           |                                                   |                                                   |  |  |                                       |                                       |
|  | Домінік Містеріо                                               | 17:05                                                          |             |           |                                                   |                                                   |  |  |                                       |                                       |
|  | Пента                                                          | –                                                              |             |           |                                                   |                                                   |  |  |                                       |                                       |
|  | Пента                                                          | –                                                              |             |           |                                                   |                                                   |  |  |                                       |                                       |
|  | Семі Зейн                                                      | Утримання                                                      |             |           |                                                   |                                                   |  |  |                                       |                                       |
|  | Семі Зейн                                                      | Утримання                                                      |             |           |                                                   |                                                   |  |  |                                       |                                       |
|  |                                                                |                                                                | Семі Зейн   | 11:25     |                                                   |                                                   |  |  |                                       |                                       |
|  |                                                                |                                                                | Семі Зейн   | 11:25     |                                                   |                                                   |  |  |                                       |                                       |
|  |                                                                |                                                                |             |           | Ренді Ортон                                       | Утримання                                         |  |  |                                       |                                       |
|  |                                                                |                                                                |             |           | Ренді Ортон                                       | Утримання                                         |  |  |                                       |                                       |
|  | Алістер Блек                                                   | –                                                              |             |           |                                                   |                                                   |  |  |                                       |                                       |
|  | Алістер Блек                                                   | –                                                              |             |           |                                                   |                                                   |  |  |                                       |                                       |
|  | Кармело Хейз                                                   | –                                                              |             |           |                                                   |                                                   |  |  |                                       |                                       |
|  | Кармело Хейз                                                   | –                                                              |             |           |                                                   |                                                   |  |  |                                       |                                       |
|  | Ел Ей Найт                                                     | 16:15                                                          |             |           |                                                   |                                                   |  |  |                                       |                                       |
|  | Ел Ей Найт                                                     | 16:15                                                          |             |           |                                                   |                                                   |  |  |                                       |                                       |
|  | Ренді Ортон                                                    | Утримання                                                      |             |           |                                                   |                                                   |  |  |                                       |                                       |
|  | Ренді Ортон                                                    | Утримання                                                      |             |           |                                                   |                                                   |  |  |                                       |                                       |
|  |                                                                |                                                                | Ренді Ортон | 19:45     |                                                   |                                                   |  |  |                                       |                                       |
|  |                                                                |                                                                |             |           |                                                   |                                                   |  |  |                                       |                                       |
|  |                                                                |                                                                | Коді Роудс  | Утримання |                                                   |                                                   |  |  |                                       |                                       |
|  |                                                                |                                                                | Коді Роудс  | Утримання |                                                   |                                                   |  |  |                                       |                                       |
|  | Андраде                                                        | –                                                              |             |           |                                                   |                                                   |  |  |                                       |                                       |
|  | Андраде                                                        | –                                                              |             |           |                                                   |                                                   |  |  |                                       |                                       |
|  | Коді Роудс                                                     | Утримання                                                      |             |           |                                                   |                                                   |  |  |                                       |                                       |
|  | Коді Роудс                                                     | Утримання                                                      |             |           |                                                   |                                                   |  |  |                                       |                                       |
|  | Деміан Пріст                                                   | –                                                              |             |           |                                                   |                                                   |  |  |                                       |                                       |
|  | Деміан Пріст                                                   | –                                                              |             |           |                                                   |                                                   |  |  |                                       |                                       |
|  | Шінсуке Накамура                                               | 17:05                                                          |             |           |                                                   |                                                   |  |  |                                       |                                       |
|  | Шінсуке Накамура                                               | 17:05                                                          |             |           |                                                   |                                                   |  |  |                                       |                                       |
|  |                                                                |                                                                | Коді Роудс  | Утримання |                                                   |                                                   |  |  |                                       |                                       |
|  |                                                                |                                                                | Коді Роудс  | Утримання |                                                   |                                                   |  |  |                                       |                                       |
|  |                                                                |                                                                |             |           | Джей Усо                                          | 20:00                                             |  |  |                                       |                                       |
|  |                                                                |                                                                |             |           | Джей Усо                                          | 20:00                                             |  |  |                                       |                                       |
|  | Бронсон Рід                                                    | 17:25                                                          |             |           |                                                   |                                                   |  |  |                                       |                                       |
|  | Бронсон Рід                                                    | 17:25                                                          |             |           |                                                   |                                                   |  |  |                                       |                                       |
|  | Джей Усо                                                       | Утримання                                                      |             |           |                                                   |                                                   |  |  |                                       |                                       |
|  | Джей Усо                                                       | Утримання                                                      |             |           |                                                   |                                                   |  |  |                                       |                                       |
|  | Русев                                                          | –                                                              |             |           |                                                   |                                                   |  |  |                                       |                                       |
|  | Русев                                                          | –                                                              |             |           |                                                   |                                                   |  |  |                                       |                                       |
|  | Шеймус                                                         | –                                                              |             |           |                                                   |                                                   |  |  |                                       |                                       |
|  | Шеймус                                                         | –                                                              |             |           |                                                   |                                                   |  |  |                                       |                                       |

### Турнір «Королева Рингу» 2025 року
|  |                                                                |                                                                |               |           |                                                   |                                                   |  |  |                                       |                                       |
|  | Перший раунд (RAW, 9 червня, 16 червня) (SmackDown, 13 червня) | Перший раунд (RAW, 9 червня, 16 червня) (SmackDown, 13 червня) |               |           | Півфінали (SmackDown, 20 червня) (RAW, 23 червня) | Півфінали (SmackDown, 20 червня) (RAW, 23 червня) |  |  | Фінал (Night of Champions, 28 червня) | Фінал (Night of Champions, 28 червня) |
|  | Перший раунд (RAW, 9 червня, 16 червня) (SmackDown, 13 червня) | Перший раунд (RAW, 9 червня, 16 червня) (SmackDown, 13 червня) |               |           | Півфінали (SmackDown, 20 червня) (RAW, 23 червня) | Півфінали (SmackDown, 20 червня) (RAW, 23 червня) |  |  | Фінал (Night of Champions, 28 червня) | Фінал (Night of Champions, 28 червня) |
|  |                                                                |                                                                |               |           |                                                   |                                                   |  |  |                                       |                                       |
|  |                                                                |                                                                |               |           |                                                   |                                                   |  |  |                                       |                                       |
|  | Кайрі Сейн                                                     | 12:50                                                          |               |           |                                                   |                                                   |  |  |                                       |                                       |
|  | Кайрі Сейн                                                     | 12:50                                                          |               |           |                                                   |                                                   |  |  |                                       |                                       |
|  | Лів Морган                                                     | –                                                              |               |           |                                                   |                                                   |  |  |                                       |                                       |
|  | Лів Морган                                                     | –                                                              |               |           |                                                   |                                                   |  |  |                                       |                                       |
|  | Рія Ріплі                                                      | –                                                              |               |           |                                                   |                                                   |  |  |                                       |                                       |
|  | Рія Ріплі                                                      | –                                                              |               |           |                                                   |                                                   |  |  |                                       |                                       |
|  | Роксанн Перес                                                  | Утримання                                                      |               |           |                                                   |                                                   |  |  |                                       |                                       |
|  | Роксанн Перес                                                  | Утримання                                                      |               |           |                                                   |                                                   |  |  |                                       |                                       |
|  |                                                                |                                                                | Роксанн Перес | 11:30     |                                                   |                                                   |  |  |                                       |                                       |
|  |                                                                |                                                                | Роксанн Перес | 11:30     |                                                   |                                                   |  |  |                                       |                                       |
|  |                                                                |                                                                |               |           | Джейд Каргілл                                     | Утримання                                         |  |  |                                       |                                       |
|  |                                                                |                                                                |               |           | Джейд Каргілл                                     | Утримання                                         |  |  |                                       |                                       |
|  | Джейд Каргілл                                                  | Утримання                                                      |               |           |                                                   |                                                   |  |  |                                       |                                       |
|  | Джейд Каргілл                                                  | Утримання                                                      |               |           |                                                   |                                                   |  |  |                                       |                                       |
|  | Мічін                                                          | –                                                              |               |           |                                                   |                                                   |  |  |                                       |                                       |
|  | Мічін                                                          | –                                                              |               |           |                                                   |                                                   |  |  |                                       |                                       |
|  | Ная Джакс                                                      | –                                                              |               |           |                                                   |                                                   |  |  |                                       |                                       |
|  | Ная Джакс                                                      | –                                                              |               |           |                                                   |                                                   |  |  |                                       |                                       |
|  | Пайпер Нівен                                                   | 12:50                                                          |               |           |                                                   |                                                   |  |  |                                       |                                       |
|  | Пайпер Нівен                                                   | 12:50                                                          |               |           |                                                   |                                                   |  |  |                                       |                                       |
|  |                                                                |                                                                | Джейд Каргілл | Утримання |                                                   |                                                   |  |  |                                       |                                       |
|  |                                                                |                                                                |               |           |                                                   |                                                   |  |  |                                       |                                       |
|  |                                                                |                                                                | Аска          | 8:35      |                                                   |                                                   |  |  |                                       |                                       |
|  |                                                                |                                                                | Аска          | 8:35      |                                                   |                                                   |  |  |                                       |                                       |
|  | Альба Файр                                                     | –                                                              |               |           |                                                   |                                                   |  |  |                                       |                                       |
|  | Альба Файр                                                     | –                                                              |               |           |                                                   |                                                   |  |  |                                       |                                       |
|  | Алекса Блісс                                                   | Утримання                                                      |               |           |                                                   |                                                   |  |  |                                       |                                       |
|  | Алекса Блісс                                                   | Утримання                                                      |               |           |                                                   |                                                   |  |  |                                       |                                       |
|  | Кендіс ЛеРей                                                   | 11:00                                                          |               |           |                                                   |                                                   |  |  |                                       |                                       |
|  | Кендіс ЛеРей                                                   | 11:00                                                          |               |           |                                                   |                                                   |  |  |                                       |                                       |
|  | Шарлотт Флер                                                   | –                                                              |               |           |                                                   |                                                   |  |  |                                       |                                       |
|  | Шарлотт Флер                                                   | –                                                              |               |           |                                                   |                                                   |  |  |                                       |                                       |
|  |                                                                |                                                                | Алекса Блісс  | 9:25      |                                                   |                                                   |  |  |                                       |                                       |
|  |                                                                |                                                                | Алекса Блісс  | 9:25      |                                                   |                                                   |  |  |                                       |                                       |
|  |                                                                |                                                                |               |           | Аска                                              | Утримання                                         |  |  |                                       |                                       |
|  |                                                                |                                                                |               |           | Аска                                              | Утримання                                         |  |  |                                       |                                       |
|  | Аска                                                           | Утримання                                                      |               |           |                                                   |                                                   |  |  |                                       |                                       |
|  | Аска                                                           | Утримання                                                      |               |           |                                                   |                                                   |  |  |                                       |                                       |
|  | Айві Найл                                                      | –                                                              |               |           |                                                   |                                                   |  |  |                                       |                                       |
|  | Айві Найл                                                      | –                                                              |               |           |                                                   |                                                   |  |  |                                       |                                       |
|  | Ракель Родрігес                                                | 15:50                                                          |               |           |                                                   |                                                   |  |  |                                       |                                       |
|  | Ракель Родрігес                                                | 15:50                                                          |               |           |                                                   |                                                   |  |  |                                       |                                       |
|  | Стефані Вакер                                                  | –                                                              |               |           |                                                   |                                                   |  |  |                                       |                                       |
|  | Стефані Вакер                                                  | –                                                              |               |           |                                                   |                                                   |  |  |                                       |                                       |

## Виноски
1. ↑  Альба замінила колегу по угрупованню «Зелений Режим» Челсі Грін, котра не знайшла місто, де мав проходити бій (сюжет).